# 冬季

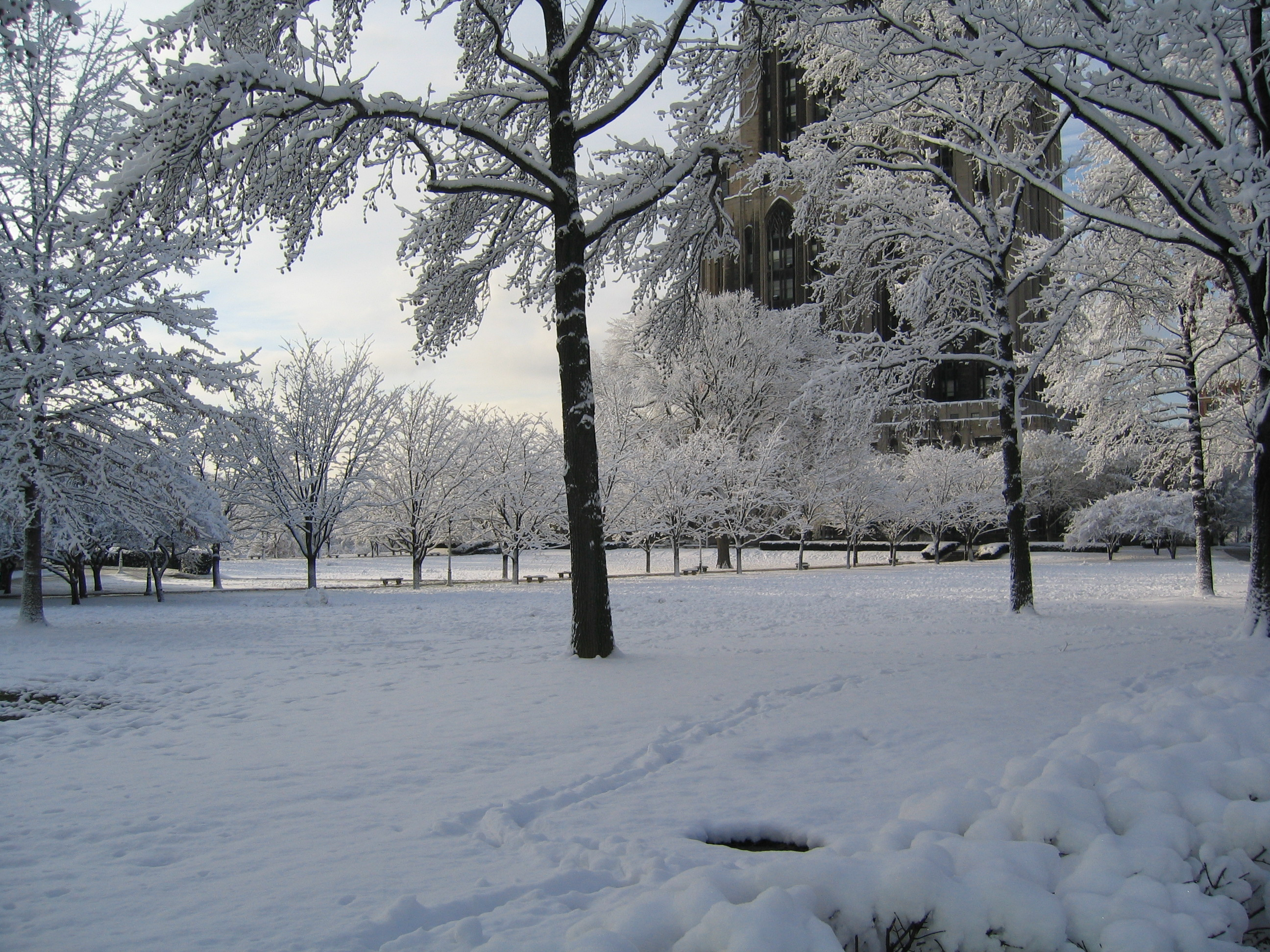
匹茲堡冬季白雪覆蓋的公園

冬季是部分地区一年四季中的第四季，由于天气转冷（赤道地區除外），在很多地區都意味着沉寂和冷清。生物在寒冷來襲的時候會減少生命活動，很多植物會落葉，動物會休眠，有的稱作冬眠。候鳥會飛到較為溫暖的地方過冬。以北半球為例，除了赤道一帶其他地方都有冬季：曼谷冬季約兩個月、北極冬季約七個月（另外五個月為夏季）。用來形容冬天的成語：天寒地凍、冰天雪地。而有趣的是，有些地區的冬季氣溫平均並沒有非常低，但體感溫度却低于实际温度，这是因为这些地方空氣濕度较高。

## 划分
天文学上的冬季在南北半球所处的时间不同。在北半球，从冬至开始，到春分结束。
气象学上以连续5天平均气温低于10摄氏度为进入冬季的标志。
在中国农历中，冬季从立冬开始，到立春结束；在西方，有人根据气温变化认为从冬至至春分為冬季。

### 冬的定义
- 二十四节气中从立冬开始到立春的前一日结束
- 农历（太阴历）中的十月・十一月・十二月
- 公历（太阳历）的12月・1月・2月（北半球）；6月・7月・8月（南半球）
- 天文上是从冬至开始到春分结束

### 节气
- 立冬：太阳位于黄经225°，11月7-8日交节
- 小雪：太阳位于黄经240°，11月21-23日交节
- 大雪：太阳位于黄经255°，12月6-8日交节
- 冬至：太阳位于黄经270°，12月21-23日交节
- 小寒：太阳位于黄经285°，1月5-7日交节
- 大寒：太阳位于黄经300°，1月19-21日交节

## 气象
在北半球，冬季是最寒冷的季节，即使温带气温也可能降到0℃以下。
在冬季，很多地方会经历降雪，有些地方的冰雪到春天才融化。

## 天文
冬季太阳直射点向南移动到南回归线，再折回向北。

## 文化

### 詩詞
- 唐代詩人柳宗元《江雪》[1]
- 毛澤東的《沁园春·雪》
- 宋王安石《梅花》詩[2]
- 唐代詩人白居易《早春》

### 文章
- 明末清初文學家張岱散文《湖心亭看雪》
- 金兆梓散文《風雪中的北平》
- 朱自清散文《冬天》

## 冬天圖集

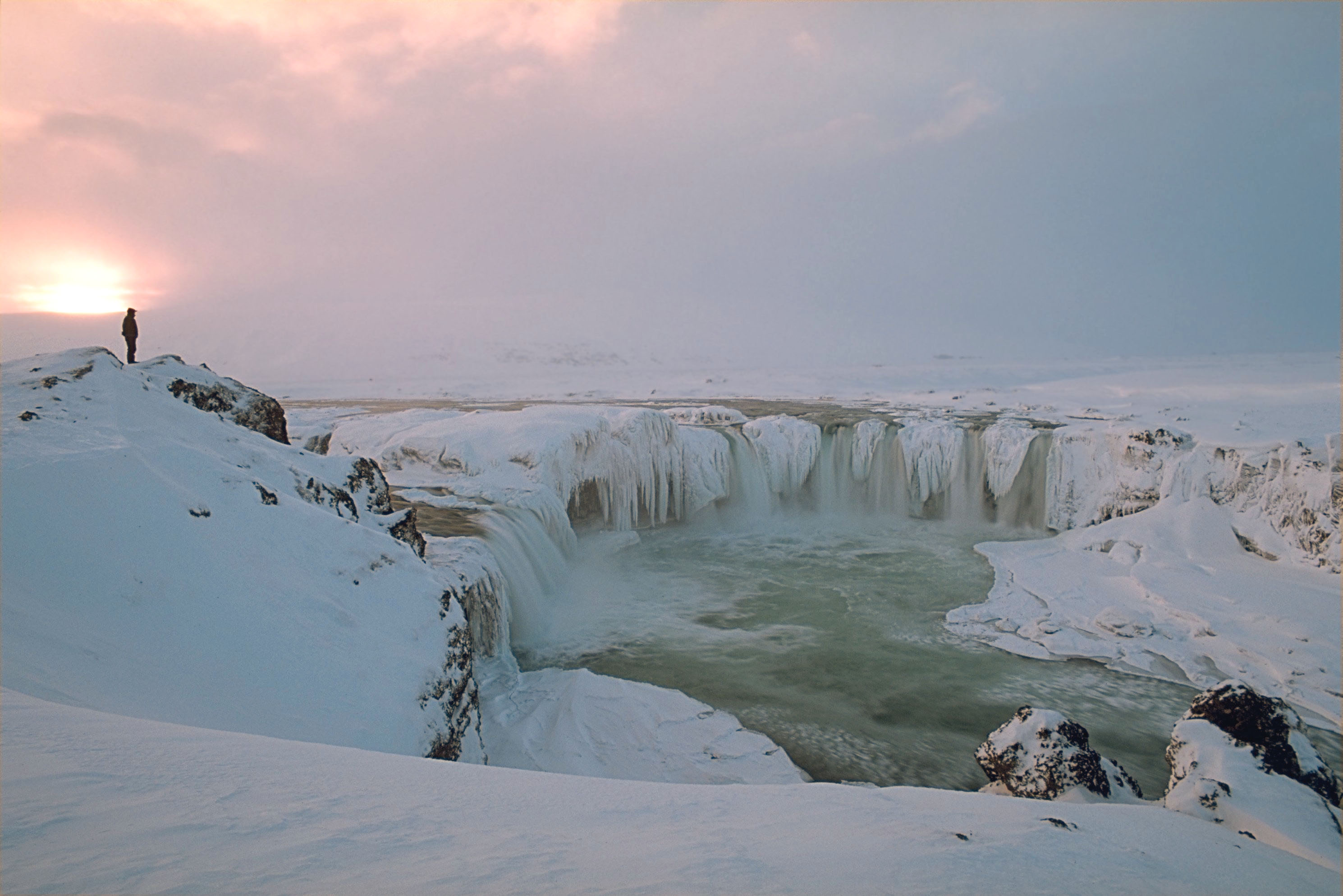
千里冰封，万里雪飘
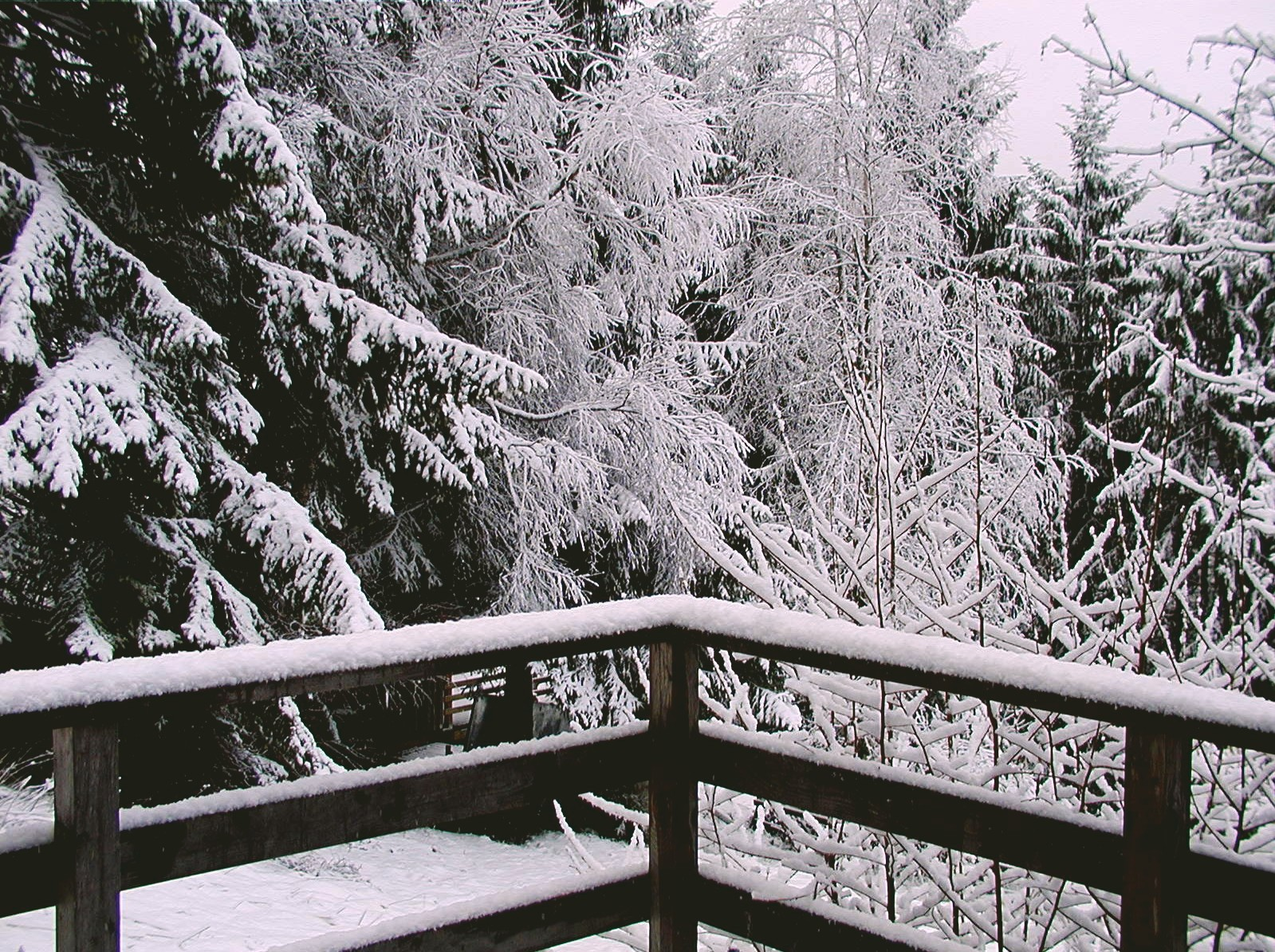
冬季的景色
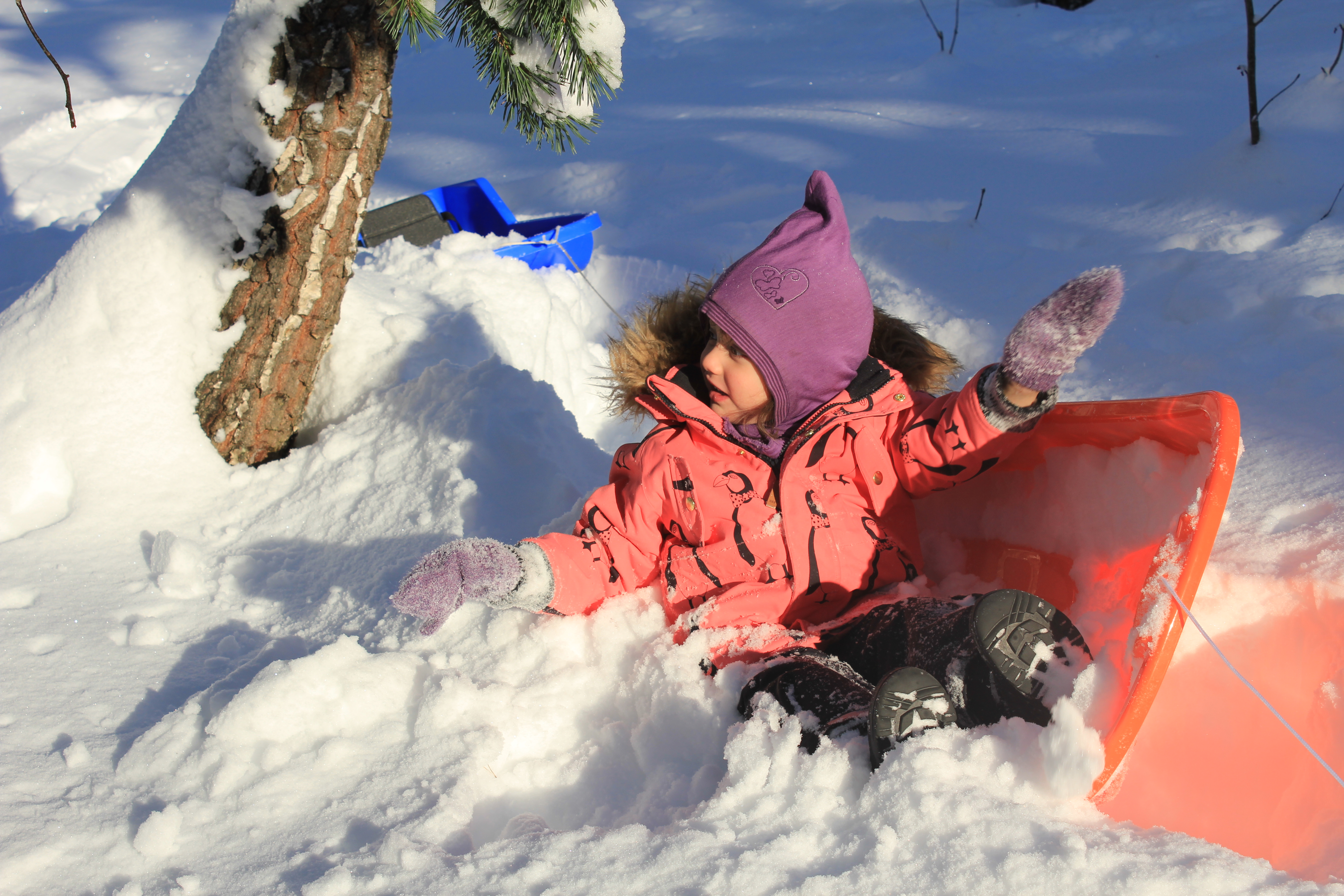
冬天滑雪活動

## 延伸阅读
[在维基数据编辑]
 《欽定古今圖書集成·曆象彙編·歲功典·冬部》，出自陈梦雷《古今圖書集成》